# Buttered Up
Buttered Up è un singolo del rapper statunitense Yung Gravy, pubblicato il 31 maggio 2019 in collaborazione con Juicy J.

## Tracce
1. Buttered Up – 2:51